# Desa Jayabakti (administrativ by i Indonesien, lat -6,79, long 106,74)
Desa Jayabakti är en administrativ by i Indonesien.   Den ligger i provinsen Jawa Barat, i den västra delen av landet, 60 km söder om huvudstaden Jakarta.